# Fort Paull

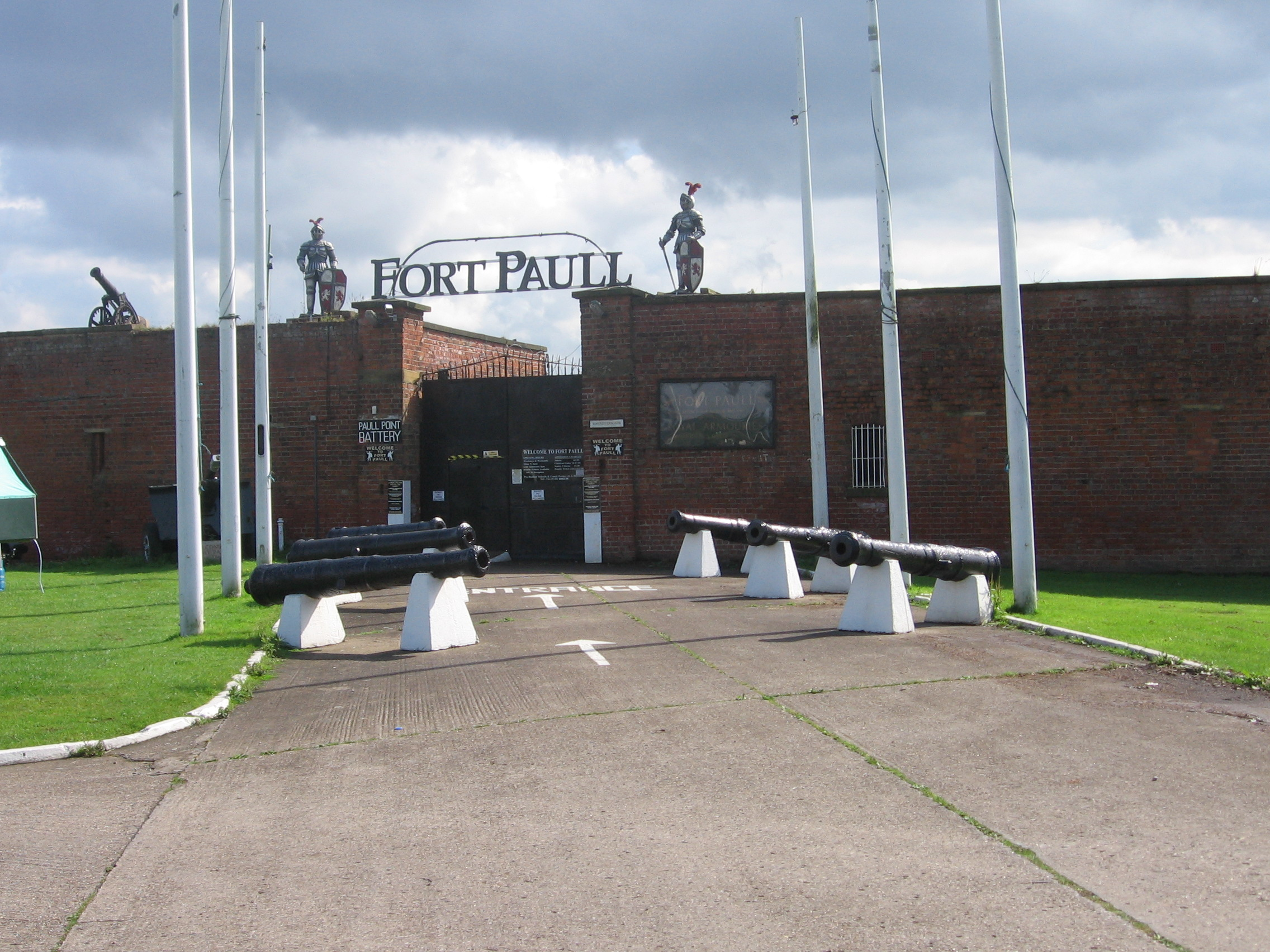
Eingang zu Fort Paull

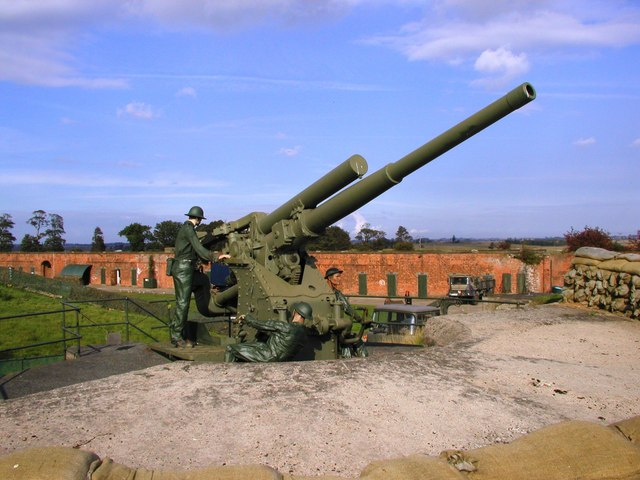
3,7-Zoll-AA-Flugabwehrkanone in Fort Paull

Fort Paull ist eine Batterie am Nordufer des Humber in der Nähe des Dorfes Paull, flussabwärts von Hull im englischen Verwaltungsbezirk East Riding of Yorkshire.
Batterien wurden in Paull von Heinrich VIII. und Karl I. im englischen Bürgerkrieg während der Belagerung von Hull und in den napoleonischen Kriegen gebaut. Das heutige Fort ist fünfeckig und entstand in den Jahren 1861–1864 nach Anforderungen der Royal Commission; es ist eines der zehn ‘’Palmerston Forts’’ in Nordengland. Die ursprüngliche Bestückung, 19 64-Pfünder-Vorderlader-Kanonen, wurde 1894 fast völlig zerstört, als man die Fundamente für drei Verschwindlafetten und zwei Schnellfeuergewehre baute. Eine Minenstation wurde 1886 hinzugefügt und ein Suchscheinwerfer folgte 1907.
Am Beginn des Ersten Weltkrieges war man der Meinung, dass Fort Paull zu nah an Hull liege, und so wurden die Waffen abgebaut, als man die neuen Forts in Sunk Island und Stallingborough baute. Zwischen den Kriegen diente das Fort als Trainingsbasis und im Zweiten Weltkrieg wurde es in ein Munitionslager für die russischen Konvoys umgewandelt; eine Entmagnetisierungsstation wurde ebenfalls hinzugefügt.
1960 wurde Fort Paull vom Verteidigungsministerium aufgelassen. 1964 fand sich eine Gruppe Freiwilliger, die Freunde von Fort Paull, die die Anlage übernahmen und begannen, das Fort als Museum zu restaurieren. Seit 2000 ist Fort Paull öffentlich zugänglich. Dort findet sich ein Wachsmuseum, das Figuren zeigt, die die lange Geschichte des Forts beeinflusst haben, und ein Arsenal mit verschiedenen Artilleriegeschützen und gepanzerten Fahrzeugen. Von Zeit zu Zeit finden in dem Fort auch verschiedene militärische Reenactments statt.
In Fort Paull steht das letzte komplett erhaltene schwere Transportflugzeug vom Typ Blackburn Beverley.